# Comuna Mîroliubivka, raionul Ternopil, regiunea Ternopil
Mîroliubivka (în ucraineană Миролюбівка) este o comună în raionul Ternopil, regiunea Ternopil, Ucraina, formată din satele Lucika și Mîroliubivka (reședința).

## Demografie
Componența lingvistică a comunei Mîroliubivka
     Ucraineană (99,85%)
     Alte limbi (0,15%)
Conform recensământului din 2001, majoritatea populației comunei Mîroliubivka era vorbitoare de ucraineană (99,85%), existând în minoritate și vorbitori de alte limbi.